# Pycnostega ghesquieri
Pycnostega ghesquieri är en fjärilsart som beskrevs av Louis Beethoven Prout 1934. Pycnostega ghesquieri ingår i släktet Pycnostega och familjen mätare. Inga underarter finns listade.